# Installable File System
El Sistema de Ficheros Instalable por su acrónimo inglés IFS (Installable File System) consiste en un API de sistema de ficheros en los sistemas operativos: IBM, OS/2, y Microsoft Windows NT; que les permite reconocer y cargar controladores.

## Historia
Cuando IBM y Microsoft estaban desarrollando el código de OS/2, se dieron cuenta de que la versión de su sistema de ficheros FAT, no era lo suficientemente buena para discos duros y comenzó a desarrollar el Sistema de Ficheros de Alto Rendimiento (HPFS) con nombre en código Pinball.
En lugar de codificarlo dentro del núcleo (kernel), tal y como FAT lo estaba, Microsoft desarrolló un API basado en controlador, que les permitiese a ellos y a otros desarrolladores añadir nuevos sistemas de ficheros al kernel sin la necesidad de modificarlo.